# Microsoft Lumia 435
Microsoft Lumia 435 là một chiếc điện thoại di động được phát triển bởi Microsoft Mobile Oy dành cho các thị trường mới nổi. Nó được giới thiệu vào tháng 1 năm 2015 để cạnh tranh với chiếc Android One của Google. Chiếc điện thoại được cài đặt sẵn bản cập nhật Lumia Denim cùng với ứng dụng Lumia Selfie.